# Onthophagus arcifer
Onthophagus arcifer là một loài bọ cánh cứng trong họ Bọ hung (Scarabaeidae).